# Massacro di Lisbona

Epistola de victoria contra infideles habita, 1507

Il massacro di Lisbona, noto anche come pogrom di Lisbona o strage della Pasqua 1506, fu un episodio che avvenne nell'aprile 1506 a Lisbona, in cui una folla di portoghesi cattolici, insieme ad un gruppo di marinai forestieri la cui nave era ancorata nel Tago, perseguitarono, torturarono, uccisero e misero al rogo centinaia di persone accusate di essere ebrei e quindi deicidi ed eretici. Questo massacro avvenne trenta anni prima che venisse creata l'Inquisizione nel Regno del Portogallo e nove anni dopo che gli ebrei furono forzati a convertirsi al cattolicesimo nel 1497, durante il regno di Manuele I.

## Storia

### Le premesse
Negli anni che seguirono l'espulsione degli ebrei da Castiglia e Aragona nel 1492, per volere dei regnanti cattolici, circa 93.000 ebrei si rifugiarono nel vicino Portogallo. Re Manuele I era molto più tollerante verso la comunità ebraica, ma, spinto dalla Spagna, rese obbligatoria la loro conversione al cattolicesimo nel 1497.

### Il massacro
Il massacro iniziò, secondo le fonti esistenti, presso il convento São Domingos de Lisboa la domenica del 19 aprile 1506. I fedeli cattolici stavano pregando affinché finisse la siccità e la peste che si era diffusa nel paese. Ad un certo punto qualcuno giurò di aver visto il volto illuminato di Cristo sull'altare, un fenomeno che poteva essere spiegato dai cattolici presenti in chiesa solo come un messaggio da parte del Messia, un miracolo.
Un "cristiano nuovo" (cristão-novo), uno degli ebrei convertiti, ebbe un'opinione diversa, affermando che si trattava solo di un riflesso della candela sul crocifisso. Gli uomini presenti alla messa, sentendo questa spiegazione afferrarono l'uomo per i capelli, lo portarono fuori della chiesa, e lo picchiarono a sangue uccidendolo, poi la folla trasportò il cadavere nel Rossio (una della piazze principali di Lisbona) e lo bruciarono.
A partire da quel momento, i "cristiani nuovi", che già non venivano rispettati dalla popolazione, divennero il capro espiatorio di siccità, carestia e peste. I frati domenicani promisero l'assoluzione di tutti i peccati commessi nei trascorsi 100 giorni a coloro che avessero ucciso gli "eretici", ed una folla di oltre 500 persone (tra cui molti marinai dell'Olanda, Zelanda e Germania) si riunirono e uccisero tutti quei cristiani nuovi che riuscirono a trovare per le strade, bruciandone i cadaveri presso il fiume Tago o nel Rossio. Quella domenica più di 500 persone furono massacrate.
La Corte ed il Re avevano lasciato Lisbona e si erano stabiliti ad Abrantes per sfuggire alla peste e non erano quindi presenti quando era iniziato il massacro. Re Manuel I si trovava ad Avis quando venne informato dell'episodio di Lisbona ed inviò subito dei magistrati che cercassero di fermare la carneficina. Nel frattempo a Lisbona un esiguo gruppo di autorità fu incapace di intervenire, poiché la ressa si era diffusa per tutti i quartieri aumentando di violenza e ferocia.

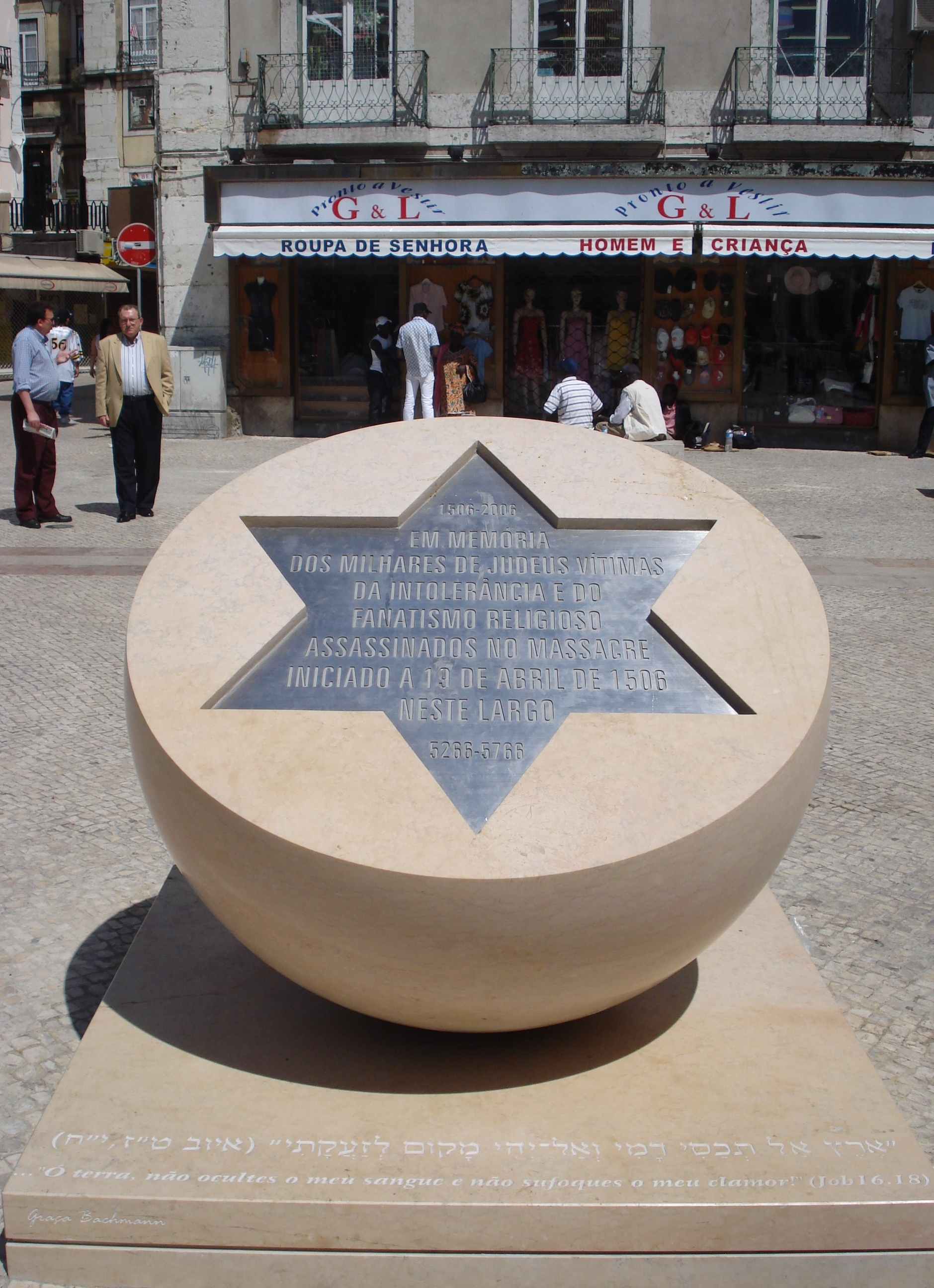
Monumento a Lisbona in memoria dei caduti. L'iscrizione riporta: "Alla memoria delle migliaia di ebrei che furono vittime dell'intolleranza e del fanatismo religioso, uccisi durante il massacro che iniziò il 19 aprile 1506, in questa piazza". Alla base è inciso un versetto tratto dal Libro di Giobbe : "O terra, non coprire il mio sangue e non abbia sosta il mio grido!"

Il 20 aprile altri cittadini locali si erano uniti alle masse, continuando ad uccidere sempre più violentemente. I cristiani nuovi, che non si trovavano più per le strade, venivano presi nelle case e nelle chiese ed insieme alle mogli, figli e figlie, erano messi al rogo e bruciati nelle piazze pubbliche, vivi o morti che fossero. Nemmeno i bambini furono risparmiati, poiché la folla li smembrava e li sbatteva contro i muri. La popolazione poi procedeva a saccheggiare le case, rubando oro, argento, biancherie e quant'altro riuscivano a trovare. Oltre 1000 persone furono uccise nel secondo giorno. Alcuni accusarono i propri vicini di eresia, allo scopo di appropriarsi dei loro beni, anche se non erano "cristiani nuovi".
Il martedì arrivarono in città membri della Corte reale e riuscirono a salvare alcuni cristiani nuovi. João Rodrigues Mascarenhas, scudiero del re, venne ammazzato nel massacro per errore, e questo incidente fece arrivare la Guardia reale per domare la folla. Tuttavia il conto dei morti aveva già superato le 1900 vittime. Aires da Silva e Don Álvaro de Castro, rispettivamente capo della Freguesia e Governatore, furono tra coloro che cercarono di fermare la folla inferocita, appoggiati dal Priore di Crato e Don Diogo Lopo, Barone di Alvito, che aveva ricevuto dal Re poteri speciali per giustiziare membri della popolazione sediziosa.

### Le conseguenze
Alcuni portoghesi furono arrestati e impiccati, mentre ad altri la Corona confiscò i beni. I marinai stranieri rientrarono a bordo delle rispettive navi col loro bottino, per poi salpare e andarsene. I due frati domenicani sediziosi che avevano incitato il massacro vennero spogliati dei propri ordini religiosi e bruciati al rogo. Esistono resoconti sulla chiusura del Convento São Domingos per otto anni dopo l'incidente e tutti i rappresentanti della città di Lisbona furono espulsi dal Consiglio della Corona, nonostante il fatto che Lisbona avesse avuto un seggio nel Consiglio a partire dal 1385, quando Re Giovanni I aveva elargito alla città questo privilegio.
Dopo il massacro un clima di antisemitismo si diffuse per il Regno. L'Inquisizione portoghese venne creata trenta anni dopo, e molte famiglie ebree fuggirono o vennero bandite dal paese. Quando banditi, gli ebrei dovettero comunque pagarsi il tragitto di emigrazione; dovettero abbandonare o vendere alla Corona le rispettive proprietà, viaggiando soltanto coi bagagli che erano in grado di trasportare. Nonostante il massacro, gli ebrei continuarono a sentirsi profondamente fedeli al monarca portoghese.